# موزه شانگهای
موزه شانگهای (انگلیسی: Shanghai Museum) موزه هنر چین باستان است که در میدان مردم در منطقه هوانگ‌پو، شانگهای چین واقع شده است. این موزه در سال ۱۹۹۶ در مکان فعلی، بازسازی شده و از موزه‌های مدرن و طراز جهانی چین به حساب می‌آید.

## داستان

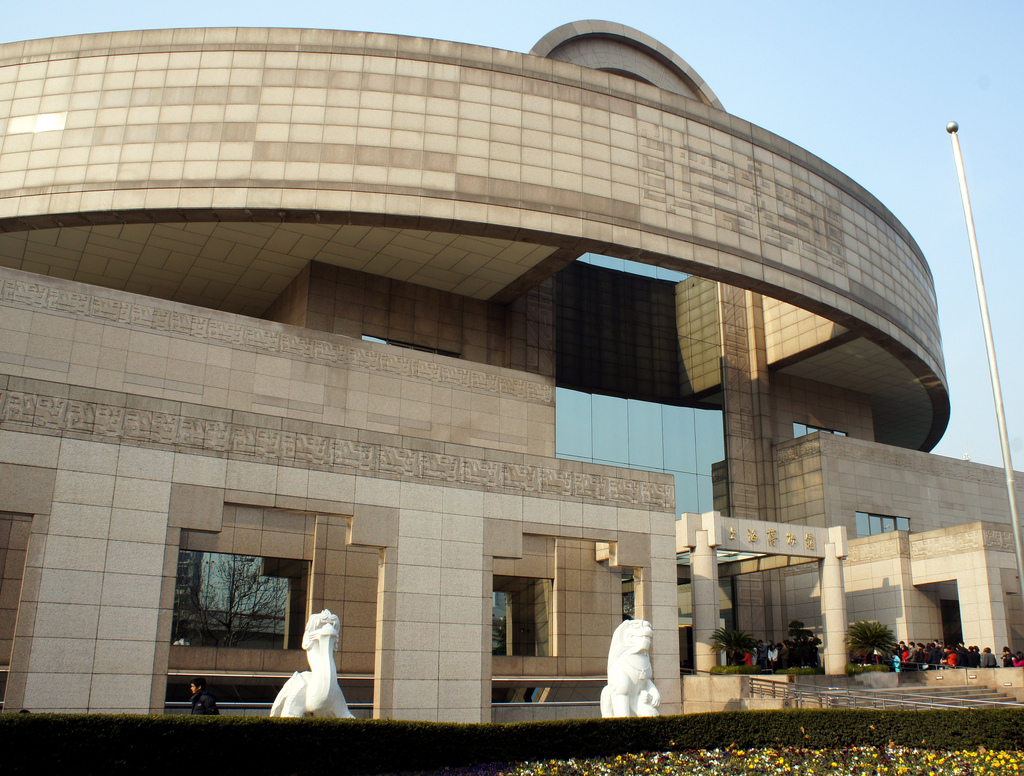
نمای بیرونی موزه

موزه شانگهای در سال ۱۹۵۲ در حالی در ۳۲۵ جاده نانجینگ غربی تأسیس شد که برای اولین بار در خانه باشگاه اسب دوانی سابق شانگهای بود. این موزه دارای مجموعه‌ای از سه منبع: دسته ای از اشیا که ارتش سوم میدانی در طول جنگ داخلی جمع کرده و پس از تسخیر کمونیست‌ها بر شهر، آنها را به شانگهای آورده‌است، مصنوعات مصادره شده توسط خدمات گمرکی؛ اقلامی که به دلیل فشارهای سیاسی در جریان تحریم‌های سیاسی توسط مجموعه داران خصوصی فروخته شده و توسط دولت خریداری شده‌است و اشیایی که در موزه شهرداری سابق شانگهای بود و با موزه جدید شانگهای ادغام شد.
کار موزه در نتیجه انقلاب فرهنگی تا حد زیادی متوقف شد. اما پس از پایان انقلاب، به عنوان یکی از موزه‌های مهم چین، با کمک‌های مالی، خریدهای دولتی و یافته‌های مهم از کاوش‌های باستان‌شناسی مجموعه‌ها غنیتر شده‌اند.
افزایش مجموعه‌ها فشار زیادی به فضای تنگ نمایشگاهی وارد کرد و نتیجه آن تصمیم‌گیری رئیس وقت آن زمان موزه، آقای ما چنگ یوان برای ساخت ساختمان جدید موزه شد. در سال ۱۹۹۲، شهردار هوانگ جو پس از مشاهده ساختمان فرسوده موزه برای بازسازی این مکان مهم پیشنهاد اختصاص زمینی در میدان مردم را ارائه کرد اما هزینه ساخت آن به عهده مجموعه بود.
با اجاره ساختمان قدیمی به یک سازنده هنگ کنگی حدود ۲۵ میلیون دلار و با سفرهای زیاد ۱۰ میلیون دلار دیگر از افرادی که پس از انقلاب کمونیستی به هنگ کنگ فرار کرده بودند جمع شد و ۱۴۰ میلیون یوان از سمت دولت تأمین شد.

### معماری ساختمان
ساخت بنای ۵ طبقه فعلی موزه در اوت ۱۹۹۳ آغاز شد و در اکتبر ۱۹۹۶ ساختمانی با مساحت ۳۹۲۰۰ متر مربع و ارتفاع ۲۹٫۵ متر افتتاح شد. en:Shanghai Museum#cite note-history-1
این ساختمان توسط معماری محلی ژینگ تونگهen:Shanghai Museum#cite note-museum-2 طراحی شده‌است. ایده طراحی این ساختمان ظرف پخت و پز برنز باستانی به نام دینگ است که اکنون در موزه به نمایش گذاشته شده‌است. این ساختمان دارای یک صفحه گرد و یک پایه مربع است که نماد برداشت چینیان باستان از جهان به عنوان «آسمان گرد، زمین مربع» است.

## مجموعه‌ها
این موزه دارای مجموعه ای با بیش از ۱۲۰٬۰۰۰ قطعه است که شامل لوح‌های برنز، سرامیک، خوشنویسی، مبلمان، یشم، سکه‌های باستانی، نقاشی، مهر، مجسمه، هنر اقلیت و هنرهای خارجی است. موزه شانگهای چندین مورد با اهمیت ملی از جمله یکی از سه نمونه آینه برنز «شفاف» از سلسله هان را در خود جای داده‌است.

## گالری‌ها

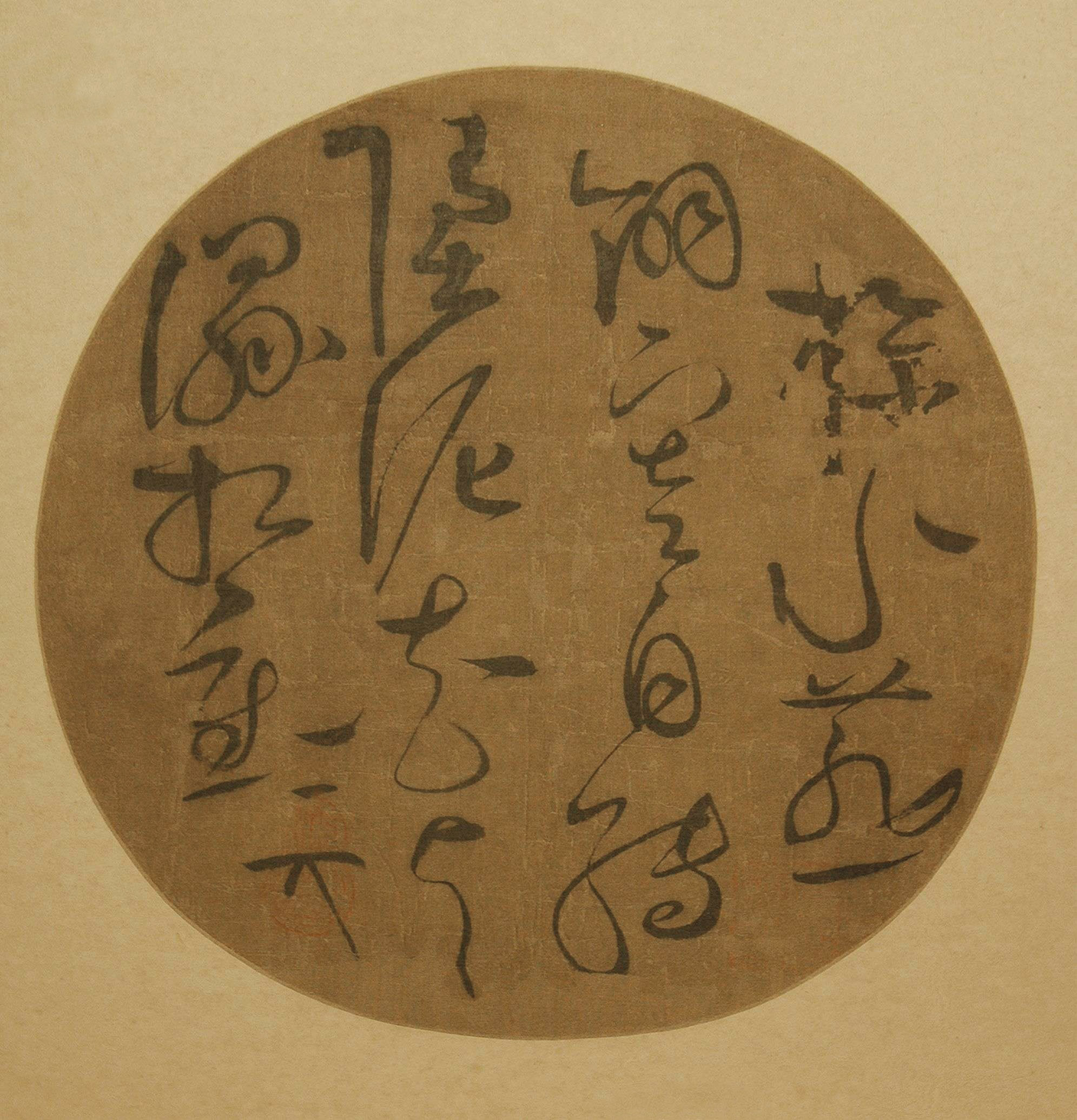
خطاطی چینی به سبک چمن در موزه شانگهای

موزه، یازده گالری و سه سالن نمایشگاه موقت ویژه دارد. گالری های دائمی عبارتند از: 

گالری برنز چینی باستان
گالری مجسمه‌های چینی باستان
گالری سرامیک های چینی باستان
گالری یشم های چینی باستان
گالری نقاشی های باستانی چینی
گالری خوشنویسی چینی باستان
گالری مهرهای چینی باستان
گالری سکه شناسی چینی باستان
گالری مبلمان چینی در سلسله های مینگ و چینگ
گالری هنرها و صنایع دستی اقلیت های چین

## مجموعه سکه‌ها
این موزه دارای مجموعه مهمی از سکه های باستانی از جاده ابریشم است که در سال 1991 توسط لیندا و راجر دو اهدا شده است. این مجموعه شامل 1783 قطعه از یونانیان تا امپراتوری مغول است.

## نگارخانه

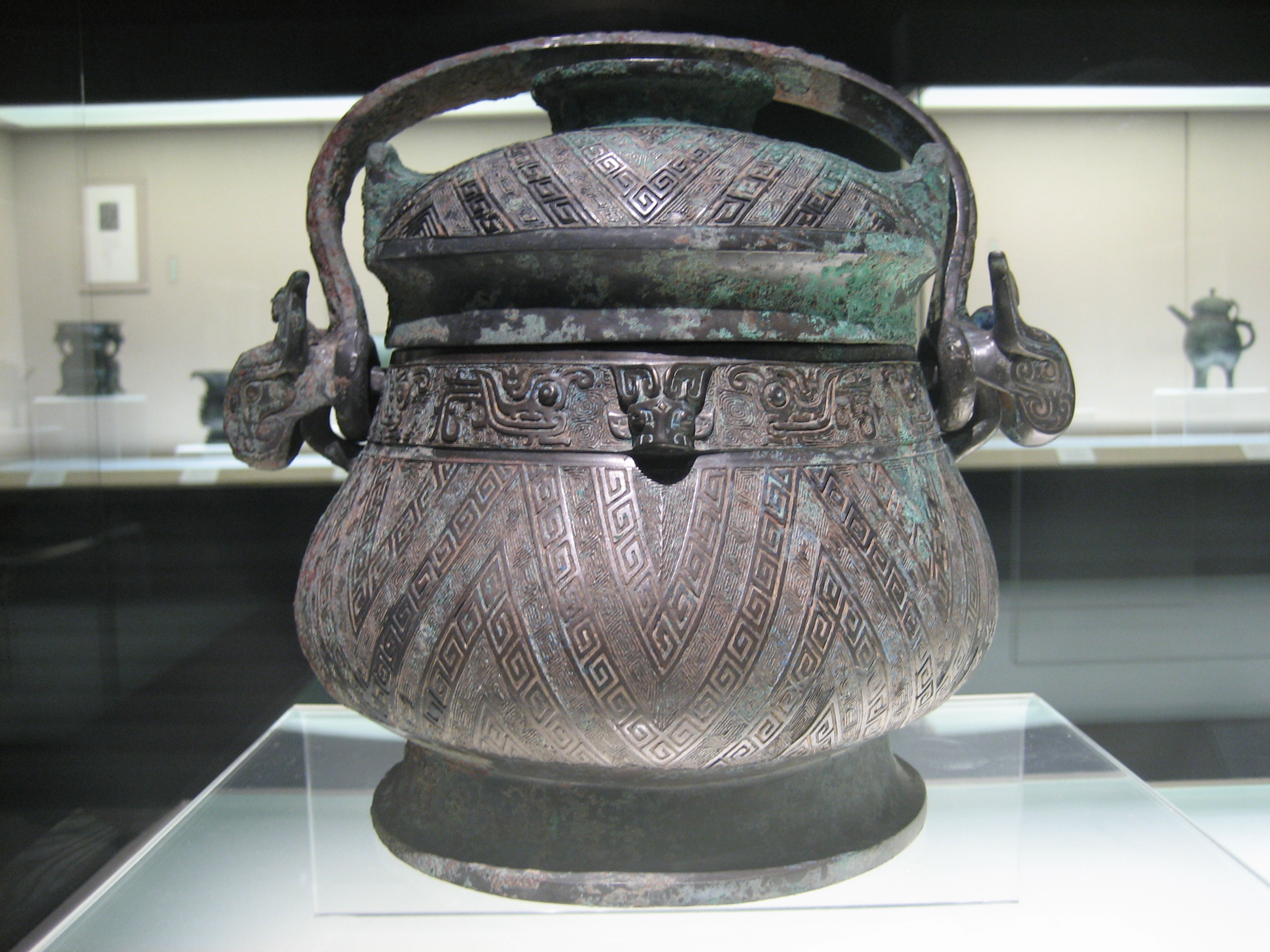
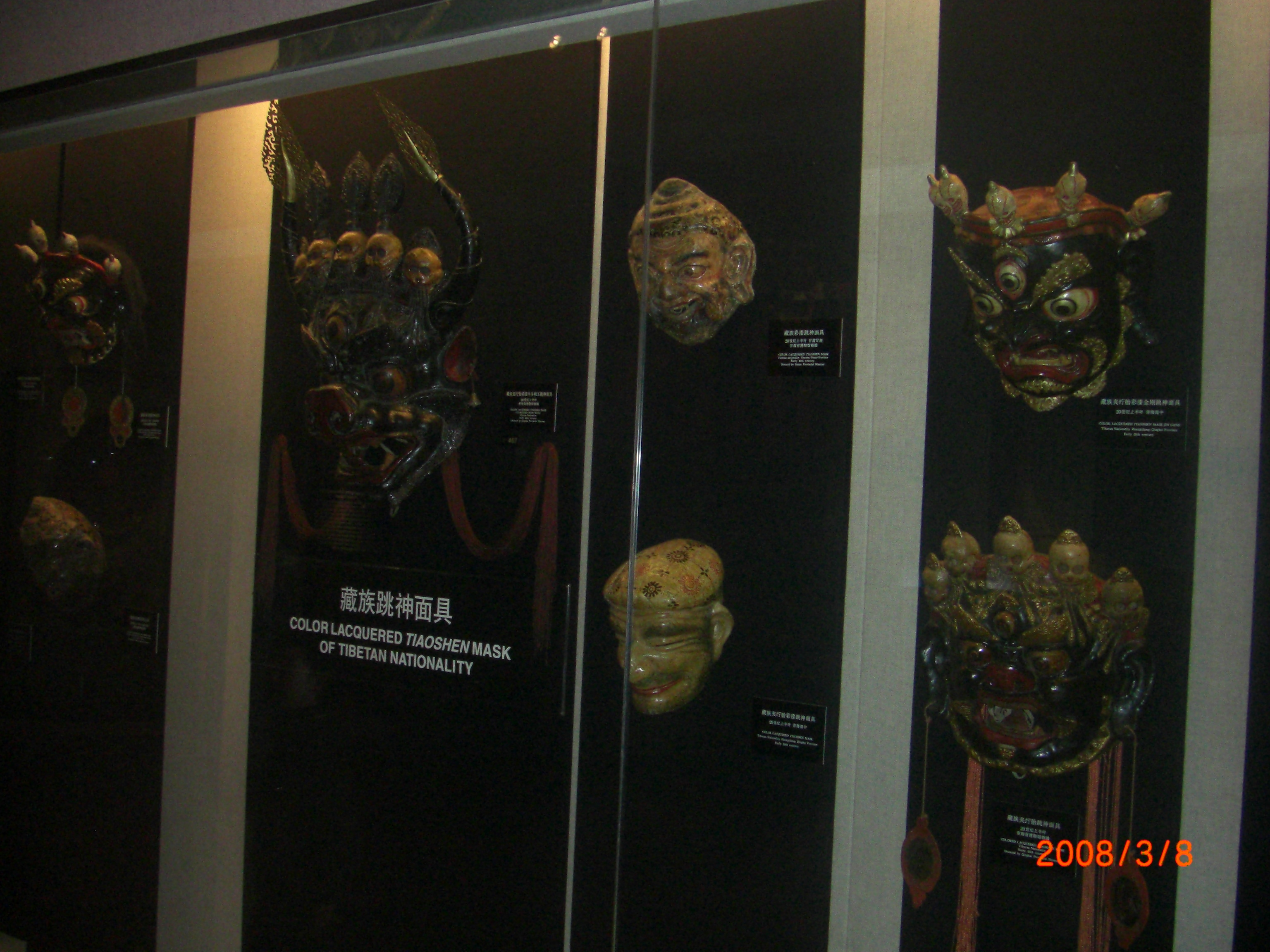
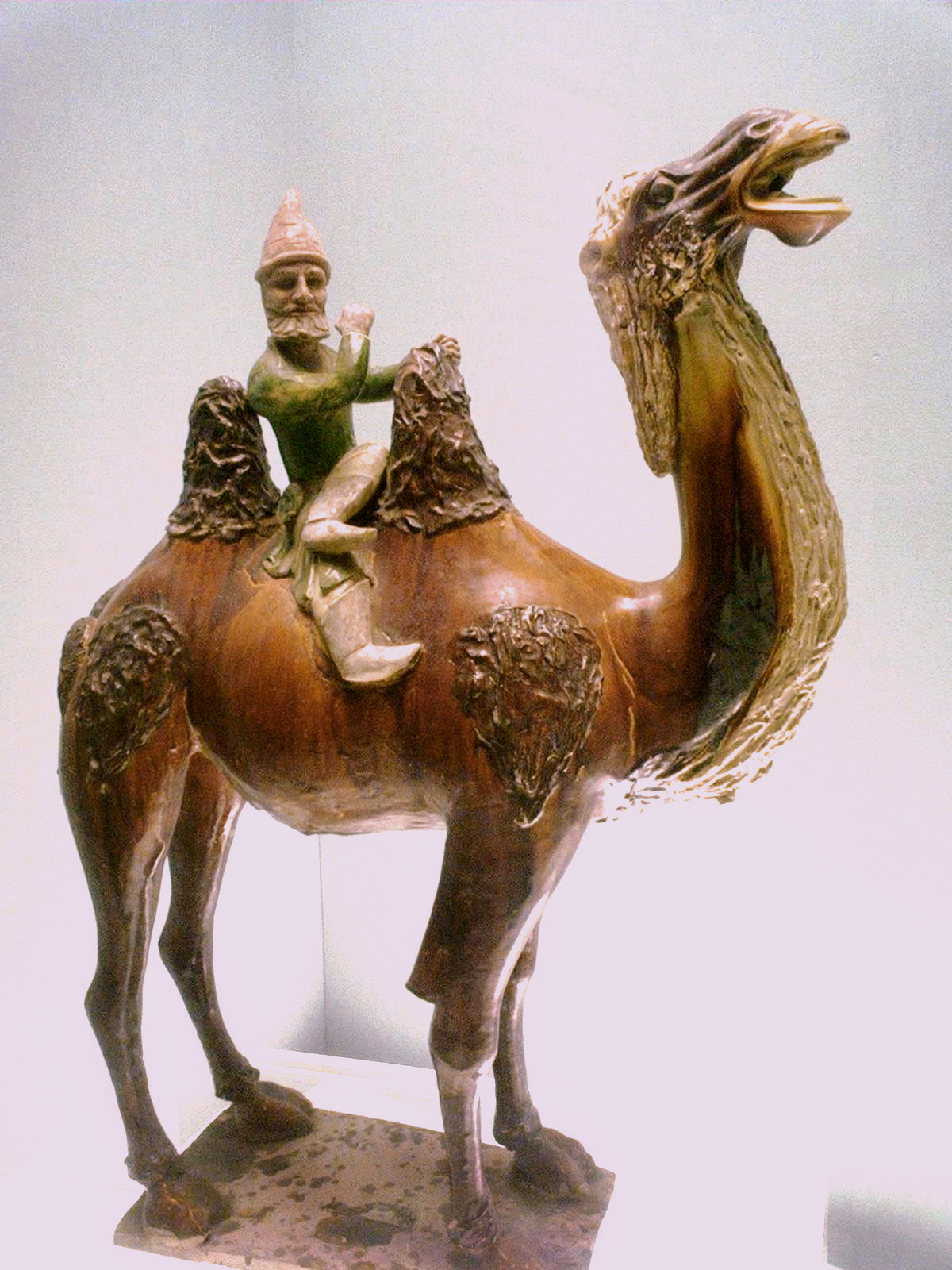
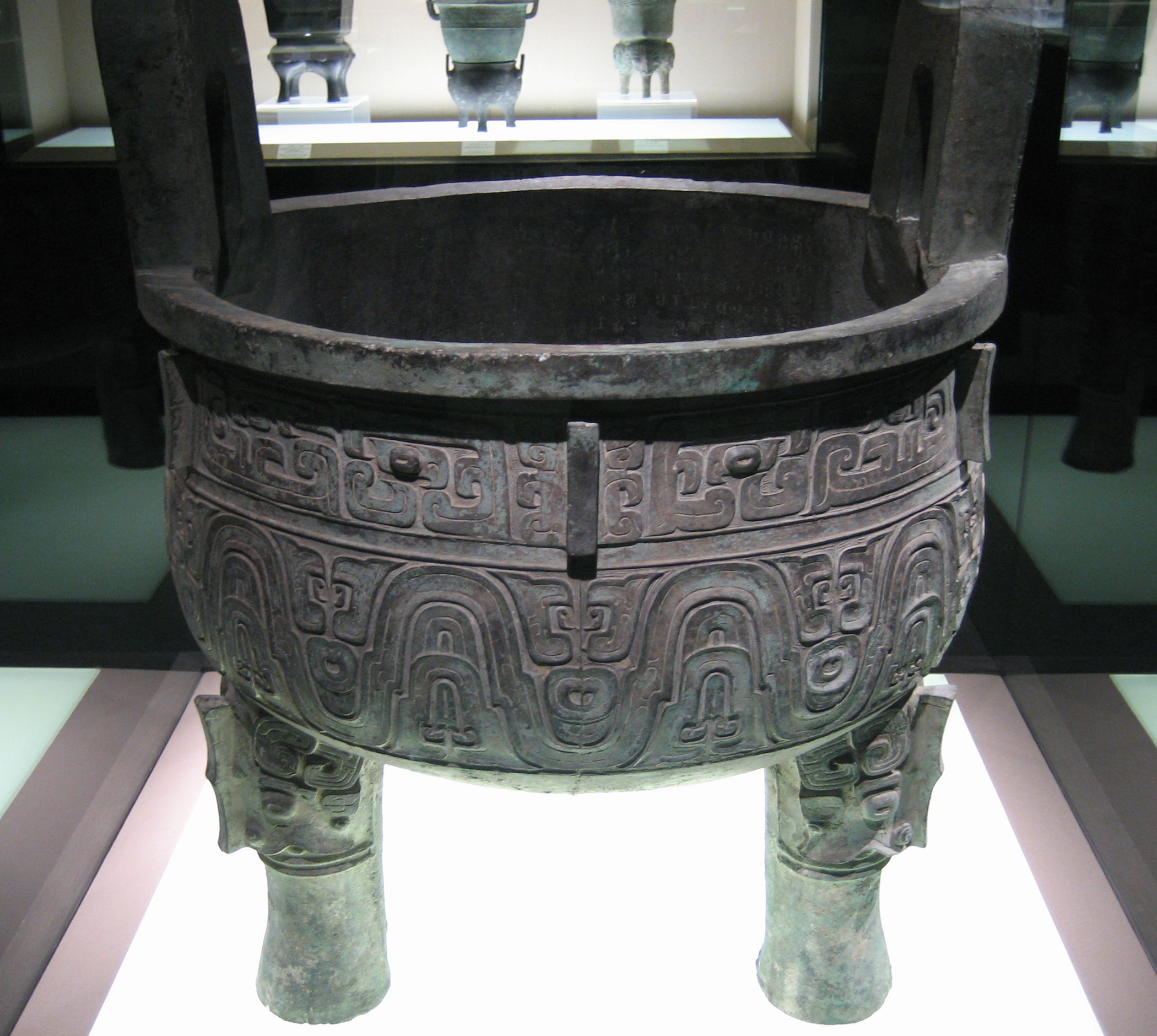
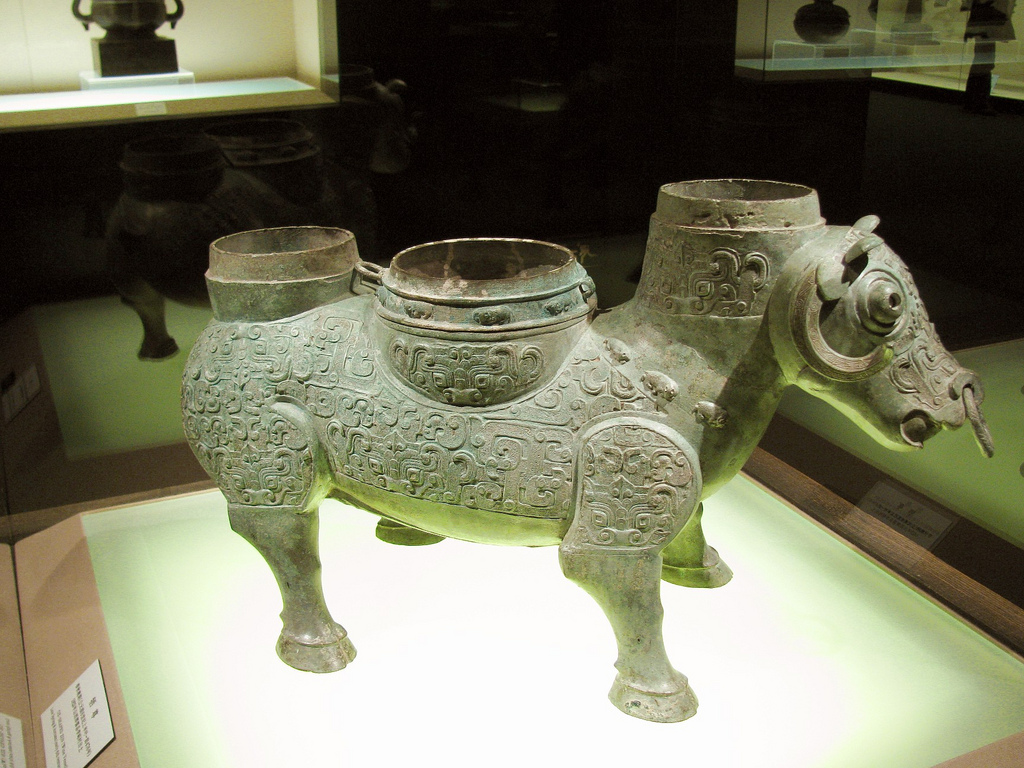
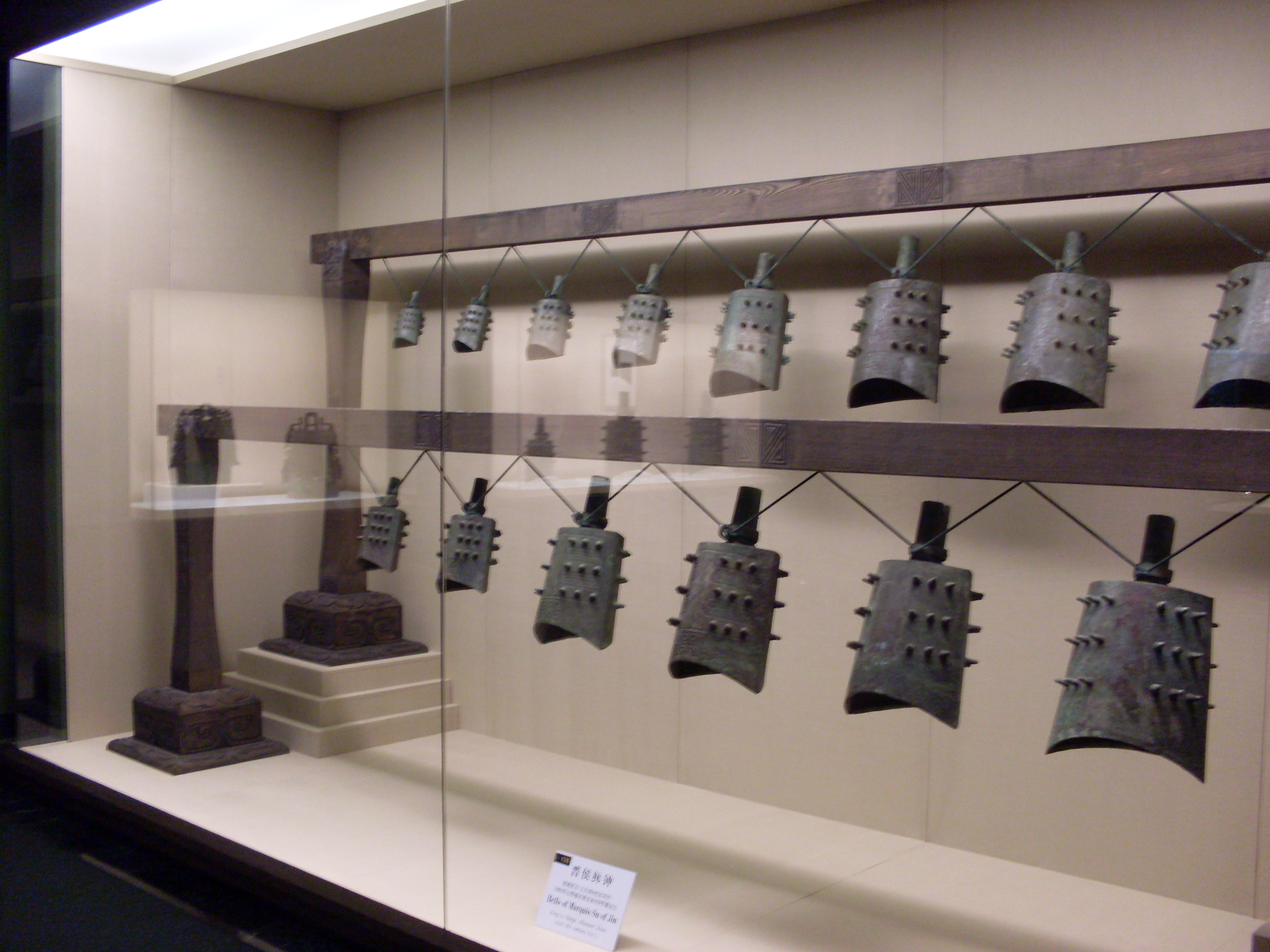